# Відважні (фільм)
«Відважні» (англ. Thank You for Your Service, дослівно «Дякуємо Вам за Вашу службу») — американська воєнна біографічна кінодрама режисера і сценариста Джейсона Голла, що вийшла 2017 року. Стрічка є екранізацією книги «Thank You for Your Service» Девіда Фінкеля і розповідає про посттравматичний стресовий розлад, що виникає в американських солдат після повернення з війни в Іраці. У головних ролях Майлз Теллер, Гейлі Беннетт, Емі Шумер.
Вперше фільм у широкому кінопрокаті продемонстрували 26 жовтня 2017 року у низці країн світу, у тому числі в Україні, а у США — 27 жовтня 2017 року.

## У ролях
| Актор         | Персонаж         | Роль                             |
| ------------- | ---------------- | -------------------------------- |
| Майлз Теллер  | Адам Шуманн      | сержант, ветеран Іракської війни |
| Гейлі Беннетт | Саскія Шуман     | дружина Адама                    |
| Емі Шумер     | Аманда Достер    | дружина Джеймса                  |
| Бред Бейєр    | Джеймс Достер    | сержант, чоловік Аманди          |
| Біло Коале    | Таусоло Айєті    | американський солдат             |
| Скотт Гейз    | Майкл Адам Еморі | солдат із ПТСР                   |
| Джо Коул      | Вілл Воллер      | солдат                           |
| Девід Морс    | Фред Гусман      |                                  |

## Створення фільму

### Знімальна група
- Кінорежисер — Джейсон Голл
- Сценарист — Джейсон Голл
- Кінопродюсери — Джон Кілік
- Виконавчі продюсери — Джейн Нерлінгер Еванс, Енн Руарк
- Композитор — Томас Ньюман
- Кінооператор — Роман Васянов
- Кіномонтаж — Джей Кессіді, Діно Джонсатер
- Підбір акторів — Ронна Кресс
- Художник-постановник — Кіт П. Каннінгем, Джон П. Голдсміт
- Артдиректори — Ерік Полчвартек, Азіз Рафік, Марко Трентіні
- Художник по костюмах — Гоуп Ганафін[7].

### Виробництво
Знімання фільму розпочалося 9 лютого 2016 року в Атланті, штат Джорджія, США.

## Сприйняття

### Оцінки і критика
Від кінокритиків фільм отримав схвальні відгуки: Rotten Tomatoes дав оцінку 77 % на основі 77 відгуків від критиків (середня оцінка 6,6/10). Загалом на сайті фільм має схвальні оцінки, фільму зарахований «стиглий помідор» від фахівців, Metacritic — 68/100 на основі 32 відгуків критиків. Загалом на цьому ресурсі від фахівців фільм отримав схвальні відгуки.
Від пересічних глядачів фільм отримав змішані відгуки: на Rotten Tomatoes 77 % зі середньою оцінкою 3,9/5 (4 397 голосів), фільму зарахований «попкорн», на Metacritic — 4,9/10 на основі 11 голосів, Internet Movie Database — 6,5/10 (788 голосів).

### Касові збори
Під час показу в Україні, що розпочався 26 жовтня 2017 року, протягом першого тижня на фільм було продано 4 280 квитків, фільм був показаний на 69 екранах і зібрав 378 355 ₴, що на той час дозволило йому зайняти 9 місце серед усіх прем'єр.
Під час показу у США, що розпочався 27 жовтня 2017 року, протягом першого тижня фільм був показаний у 2 054 кінотеатрах і зібрав 3 817 700 $, що на той час дозволило йому зайняти 6 місце серед усіх прем'єр. Станом на 7 листопада 2017 року показ фільму триває 12 днів (1,7 тижня), зібравши у прокаті в США 7 821 640 доларів США (за іншими даними 8 029 100 $) при бюджеті 20 млн доларів США.

### Виноски
1. ↑  Відважні. Ukrainian Film Distribution. Архів оригіналу за 24 вересня 2017. Процитовано 24 вересня 2017.
2. ↑  Thank You for Your Service (англійською) . British Board of Film Classification. Архів оригіналу за 19 вересня 2017. Процитовано 24 вересня 2017.
3. 1 2  Thank You for Your Service: Release Info (англійською) . Internet Movie Database. Архів оригіналу за 11 січня 2018. Процитовано 24 вересня 2017.
4. 1 2  Відважні. Kino-teatr.ua. Архів оригіналу за 6 жовтня 2017. Процитовано 24 вересня 2017.
5. 1 2  Thank You for Your Service (2017) (англійською) . Box Office Mojo. Архів оригіналу за 10 листопада 2017. Процитовано 9 листопада 2017.
6. 1 2  Thank You for Your Service (2017) (англійською) . The Numbers. Архів оригіналу за 10 листопада 2017. Процитовано 9 листопада 2017.
7. ↑  Thank You for Your Service: Full Cast & Crew (англійською) . Internet Movie Database. Архів оригіналу за 11 січня 2018. Процитовано 24 вересня 2017.
8. ↑  Principal Photography Begins on ‘Thank You for Your Service’ (англійською) . Business Wire. 9 лютого 2016. Архів оригіналу за 5 березня 2016. Процитовано 28 жовтня 2017.
9. 1 2  Thank You for Your Service (англійською) . Rotten Tomatoes. Архів оригіналу за 2 листопада 2017. Процитовано 2 листопада 2017.
10. 1 2  Thank You for Your Service (англійською) . Metacritic. Архів оригіналу за 5 січня 2018. Процитовано 2 листопада 2017.
11. ↑  Thank You for Your Service (англійською) . Internet Movie Database. Архів оригіналу за 2 листопада 2017. Процитовано 2 листопада 2017.
12. ↑  Олексій Першко (1 листопада 2017). Бокс-Офіс 43 (2017): Застава біля дому. Kino-teatr.ua. Архів оригіналу за 1 листопада 2017. Процитовано 9 листопада 2017.